# 908
908 (CMVIII) je bilo prestopno leto, ki se je po julijanskem koledarju začelo na petek.

## Dogodki
- 1. januar

## Rojstva
- Tabit Ibrahim, arabski matematik († 946)